# Tragia fallacina
Tragia fallacina är en törelväxtart som beskrevs av Ferdinand Albin Pax och Käthe Hoffmann. Tragia fallacina ingår i släktet Tragia och familjen törelväxter.
Artens utbredningsområde är Uruguay. Inga underarter finns listade i Catalogue of Life.